# Ilija Balinow
Ilija Wesselinow Balinow (bulgarisch Илия Веселинов Балинов; * 28. Juli 1966 in Batak) ist ein österreichischer Schachgroßmeister bulgarischer Herkunft.

## Leben
Das Schachspielen lernte er von seinem Vater. Ab 1984 studierte er an der Technischen Universität Sofia, ab 1991 an der Technischen Universität Wien. Er ist seit 2006 Schachtrainer des SK Donau Wien. Illija Balinow schrieb jahrelang gemeinsam mit Heinz Herzog eine Schach-Kolumne in der Wiener Zeitung-Beilage „Wiener Journal“ und hernach von 2011 bis 2019 in einer Kolumne Turnierberichte für das Online-Angebot der Wiener Zeitung.

## Erfolge
Sein erstes Schachturnier war die Stadtmeisterschaft U14 von Plowdiw, die er mit 13 Siegen aus 13 Partien gewann. 1996 gewann er die Stadtmeisterschaft von Wien, das Wiener Donau Open, ein Turnier in Wulkaprodersdorf und das Karl-Schlechter-Open. 1997 wurde er beim Schachopen in Oberwart geteilter Erster. 2002 gewann er das Casino Open in Seefeld in Tirol vor Jacob Murey. 2006 gewann er das Internationale Währing-Open in Wien, das Open in Schwarzach im Pongau vor Duško Pavasovič und die 15. Internationale Wiener Schachmeisterschaft.
Sein erster Schachverein war Lokomotive Plowdiw. Mit Styria Graz wurde er in der Saison 2005/06 Mannschaftsmeister in der österreichischen 1. Bundesliga, davor spielte er für Tschaturanga Wien. In Deutschland spielt er für die SF Deizisau. Mit der österreichischen Nationalmannschaft nahm er an den Mitropa-Cups 2000, 2002, 2003 und 2004 sowie den Mannschaftseuropameisterschaften 2003 in Plowdiw und 2007 in Iraklio teil.
1996 wurde er Internationaler Meister, Großmeister ist er seit 1999. Seine Elo-Zahl beträgt mit Stand Februar 2022 2424, damit liegt er in der österreichischen Elo-Rangliste gemeinsam mit Florian Pötz auf dem 17. Platz. Seine bisher höchste Elo-Zahl lag bei 2570 im Januar 1997, womit er damals auf dem vierten Platz der bulgarischen Rangliste lag. Seine Leistung ist jedoch sehr schwankend: 1996 lag er noch bei 2385 Elo-Punkten und konnte sich innerhalb eines Jahres um fast 200 Punkte steigern. Bis 2004 sank die Elo-Zahl wieder auf 2372 Punkte, im Oktober 2006 hatte er 2510 Elo-Punkte erreicht.